# 劉昌言 (宋朝)
刘昌言（942年—999年），字禹谟，泉州南安县（今福建省南安市）人。北宋大臣。
刘昌言年轻时好学，文词华美。割据泉漳的平海军节度使陈洪进辟任他为功曹参军，掌管文书奏章。陈洪进派遣儿子陈文显入贡，让刘昌言一同前往，宋太祖亲自慰劳他们。
太平兴国二年（977年），陈洪进归附朝廷，改封武宁军节度使，又辟任刘昌言为推官。太平兴国五年（980年），举进士合格，太宗初年吝惜科第，仅仅任命他为归德军掌书记。太平兴国八年（983年），再次应举得第，转任保信军节度使、武信军节度使二镇判官。宰相赵普出镇南阳，重视刘昌言有做官的才能。钱俶在邓州，上表推荐他。转任泰宁军节度使判官。入朝为左司谏、广南安抚使。淳化初年，赵普留守西京，上表举荐为通判，把河南府的政务委任给他。赵普得病，托付刘昌言后事。赵普卒，刘昌言感激赵普知遇之恩，料理他的家事。宋太宗以为他忠于推举自己的人，任命他为起居郎，赐金紫、钱五十万。连续召对三日，都到中午。刘昌言敏捷诙诙谐机变，能揣摸皇帝的心意，没有不称旨之处。太宗对宰相说：“刘昌言相貌并不雄伟，若以貌取人，失之子羽啊。”升为工部郎中，一个月后，守本官，充任枢密直学士，与钱若水一起管理审官院。二十八日后，转任右谏议大夫、同知枢密院事。
刘昌言骤然被重用，不为权贵所服，有人挑剔他的福建话（闽语）难以听懂，太宗说：“朕能听懂。”又指责他把母亲妻子抛弃在故乡，十余年不迎接，另娶旁妻。太宗宠信他，下诏令让他把家属迎到京师，本州给钱准备行装，所经各县供给食物。当时又有光禄丞何亮家在果州，秘书丞陈靖家在泉州，没有迎来他们的亲属。宋太宗下诏戒谕文武官员，父母在剑南、峡路、漳泉、福建、岭南的，都让他们迎接侍奉，有敢违反，御史台纠举上报。
刘昌言自己因为不是逐级提升，害怕他人夺取他的权力。当时诛杀恶人赵赞，刘昌言与赵赞平素交好，之前在河南曾保举他任职，内心不安。太宗提及近侍中有和赵赞交好之人，刘昌言急忙出位，叩头称死罪。太宗慰勉他，但从此讨厌他的为人。以给事中罢职，出知襄州。刘昌言上言：“水旱时百姓纳税延期。旧制六月开仓，我命令提前一月允许所在县驿缴纳以方便百姓。抓获盗贼应派军队送到京师，臣恐怕官吏柔懦不能控制，再次亡命，配隶军籍。这两件事，臣请求便宜从事，没有根据诏书，担心谗言恶语上告，愿陛下明察。”太宗下诏责备他不遵循旧章，招来百姓的怨恨，从此敢背弃诏书条令，谴责不再宽恕。
至道二年（996年），转任知荆南府。宋真宗即位，就拜工部侍郎。咸平二年（999年），去世，时年五十八岁，赠工部尚书。其子刘有方，官至比部员外郎；刘有政，官至虞部员外郎。

## 扩展阅读
[在维基数据编辑]
 《宋史·卷267》，出自脱脱《宋史》